# Niedersachsen-Rundfahrt

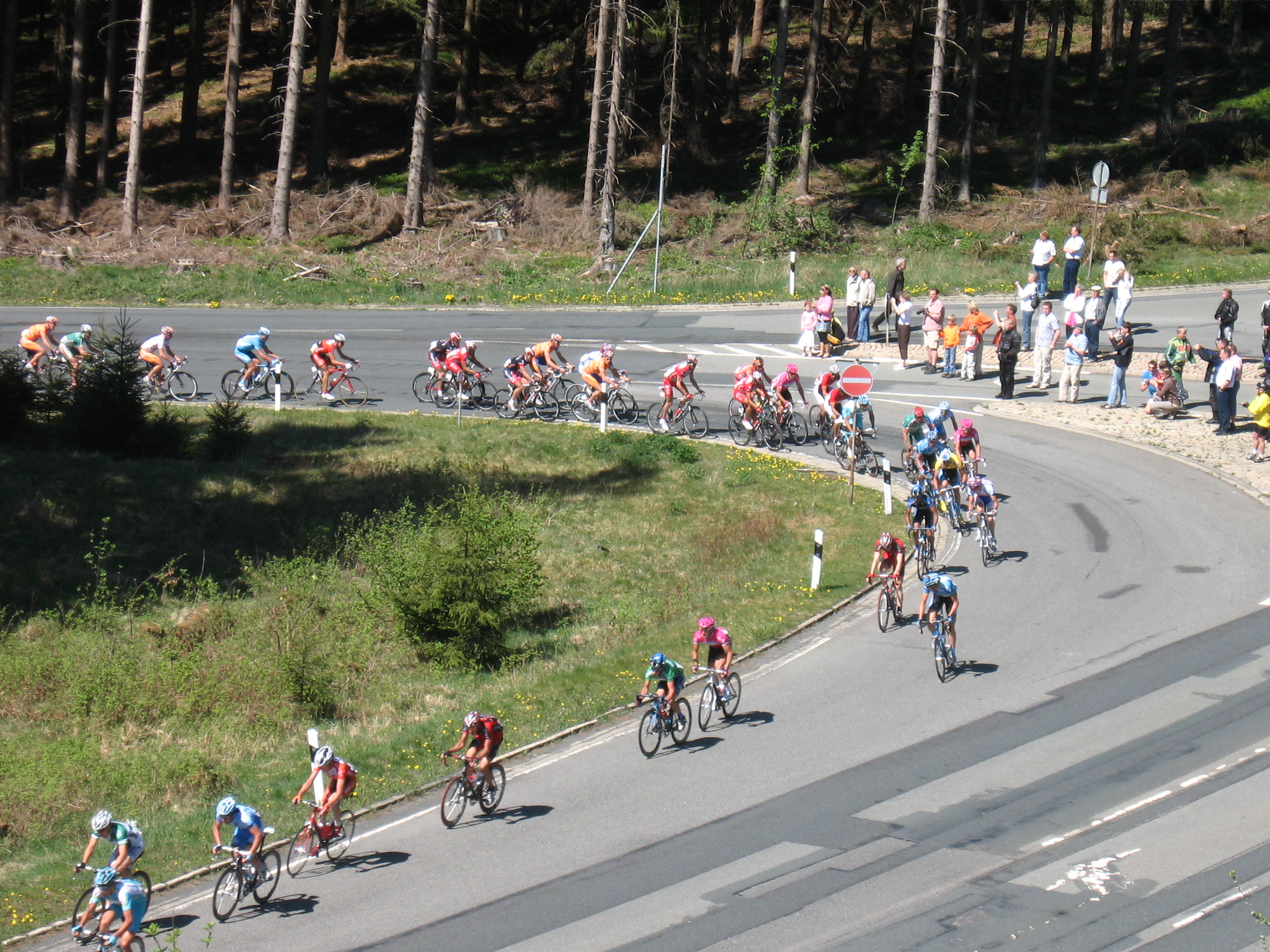
Rundfahrt 2007 im Harz bei Dammhaus

Die Internationale Niedersachsen-Rundfahrt (LOTTO-Rundfahrt) war ein seit 1977 jährlich im April ausgetragenes mehrtägiges Straßenradrennen.
Ausrichter des Etappenrennens ist der Verein Internationale-Niedersachsen-Rundfahrt, der durch die Auswahl der Start- und Zielorte versuchte, möglichst viele niedersächsische Regionen bei dem Radrennen zu berühren.
Die Rundfahrt wurde auch unter dem Namen ODDSET-Rundfahrt Anfang der 2000er Jahre organisiert.
Die Niedersachsen-Rundfahrt der Elite war Teil der Deutschen Meisterschaft (TUI-Cup) und war im UCI-Kalender zuletzt in die Kategorie 2.1. eingestuft. Bis zur Abschaffung der Zweiteilung des Radsports in Profis und Amateure 1995 (Einheitslizenz) galt die Niedersachsen-Rundfahrt als eines der wichtigsten Amateur-Radrennen der Welt. In den 1980er Jahren wurde das Rennen weitgehend von Fahrern aus der DDR dominiert. Im Jahr 2006 stellte Alessandro Petacchi vom Team Milram einen neuen Rekord auf: Der italienische Radprofi gewann als Erster alle Einzeletappen und die Gesamtwertung.
Der Dopingskandal Fuentes führte zum Rückzug zahlreicher Sponsoren, unter anderem Volkswagen, von der Niedersachsen-Rundfahrt, so dass das Rennen 2008 abgesagt werden musste. Die Rundfahrt wurde zunächst als Juniorenrennen fortgeführt.

## Sieger

### Elite
| Jahr | Gesamtsieger          | Bergwertung          | Sprintwertung              | U23-Wertung          | Teamwertung                     |
| ---- | --------------------- | -------------------- | -------------------------- | -------------------- | ------------------------------- |
| 1977 | Hans Langerijs        | Erich Jagsch         | –                          | –                    | Niederlande                     |
| 1978 | Peter Becker          | Jan Krawczyk         | –                          | –                    | Polen                           |
| 1979 | Kim Andersen          | Mats Gustafsson      | –                          | –                    | Polen                           |
| 1980 | Wjatscheslaw Dedjonow | Aavo Pikkuus         | Aavo Pikkuus               | –                    | Sowjetunion                     |
| 1981 | Olaf Ludwig           | Dieter Flögel        | –                          | –                    | Sowjetunion                     |
| 1982 | Anton van der Steen   | Lech Piasecki        | Aavo Pikkuus               | –                    | Niederlande                     |
| 1983 | Dainis Liepiņš        | Helmut Wechselberger | Olaf Ludwig                | –                    | Deutsche Demokratische Republik |
| 1984 | Oleksandr Sinowjew    | Oleg Jaroschenko     | Oleksandr Sinowjew         | –                    | Sowjetunion                     |
| 1985 | Uwe Ampler            | Wassili Schdanow     | Uwe Raab                   | –                    | Deutsche Demokratische Republik |
| 1986 | Sergej Uslamin        | Mario Hernig         | Dschamolidin Abduschaparow | –                    | Sowjetunion                     |
| 1987 | Helmut Wechselberger  | Otakar Fiala         | Thomas Krön                | –                    | Sowjetunion                     |
| 1988 | Dirk Meier            | Dirk Meier           | Carsten Wolf               | –                    | Polen                           |
| 1989 | Carsten Wolf          | Zbigniew Piątek      | Carsten Wolf               | –                    | Deutsche Demokratische Republik |
| 1990 | Thomas Liese          | Lubor Tesař          | Carsten Wolf               | –                    | Deutsche Demokratische Republik |
| 1991 | Lubor Tesař           | Raymond Meijs        | Andreas Bach               | –                    | Niedersachsen                   |
| 1992 | Steffen Wesemann      | Lutz Lehmann         | Andreas Bach               | –                    | Brandenburg                     |
| 1993 | Bert Dietz            | Lutz Lehmann         | Mike Weißmann              | Alexander Iwankin    | Russland                        |
| 1994 | Jens Voigt            | Jaroslav Bílek       | Ralf Schmidt               | Johnny van Cadsand   | Hessen                          |
| 1995 | Pavel Padrnos         | Dariusz Baranowski   | Lutz Lehmann               | André Kalfack        | Deutschland                     |
| 1996 | Stephan Gottschling   | Tomáš Konečný        | Lutz Lehmann               | Stephan Gogoll       | Deutschland                     |
| 1997 | Jens Voigt            | Gerd Audehm          | Mike Weißmann              | Christian van Dartel | Agro-Adler Brandenburg          |
| 1998 | Andreas Klöden        | Andrei Kiwiljow      | Danilo Hondo               | Andreas Klöden       | Festina                         |
| 1999 | Torsten Schmidt       | Hannes Hempel        | Olaf Pollack               | Stefan Rütimann      | Team Chicky World               |
| 2000 | Torsten Schmidt       | Hannes Hempel        | Olaf Pollack               | Torsten Hiekmann     | Team Cologne                    |
| 2001 | Grischa Niermann      | Pedro Horrillo       | Bram de Groot              | Patrik Sinkewitz     | Team Gerolsteiner               |
| 2002 | Olaf Pollack          | Giuseppe Guerini     | Olaf Pollack               | Stefan Schumacher    | Team Nürnberger                 |
| 2003 | Nicolas Jalabert      | Stefan Schumacher    | Danilo Hondo               | Niels Scheuneman     | Team Gerolsteiner               |
| 2004 | Bert Roesems          | Corey Sweet          | Danilo Hondo               | Linus Gerdemann      | Relax-Bodysol                   |
| 2005 | Stefan Schumacher     | Mauricio Ardila      | Steffen Radochla           | Heinrich Haussler    | Team Wiesenhof                  |
| 2006 | Alessandro Petacchi   | Wolfram Wiese        | Alessandro Petacchi        | Gerald Ciolek        | Rabobank                        |
| 2007 | Alessandro Petacchi   | Andrea Pagoto        | Graeme Brown               | Gerald Ciolek        | Team Gerolsteiner               |

### Junioren
| Jahr | Gesamtwertung       | Punktewertung      | Nachwuchswertung   | Bergwertung       |
| ---- | ------------------- | ------------------ | ------------------ | ----------------- |
| 2000 | Mathieu Boiche      | –                  | –                  | –                 |
| 2001 | Jordane Chazal      | –                  | –                  | –                 |
| 2002 | Heinrich Haussler   | –                  | –                  | –                 |
| 2003 | Carlo Westphal      | –                  | –                  | –                 |
| 2004 | Blel Kadri          | –                  | –                  | –                 |
| 2005 | Sebastian Hans      | –                  | –                  | –                 |
| 2006 | Patrick Nuber       | –                  | –                  | –                 |
| 2007 | Michael Hümbert     | –                  | –                  | –                 |
| 2008 | Mark Christian      | –                  | –                  | –                 |
| 2009 | Lasse Norman Hansen | –                  | –                  | –                 |
| 2010 | Jasha Sütterlin     | –                  | –                  | –                 |
| 2011 | Martijn Degreve     | –                  | –                  | –                 |
| 2012 | Piotr Havik         | Pascal Ackermann   | Mathias Krigbaum   | Emil Ravnsholt    |
| 2013 | Mads Rahbek         | Christian Koch     | Nicolay Cherkasov  | Lindsay De Vylder |
| 2014 | Sven Reutter        | Jonas Bokeloh      | Frederik Poulsen   | Frederik Poulsen  |
| 2015 | Leo Appelt          | Max Kanter         | Bastian Flicke     | Siim Kiskonen     |
| 2016 | Iver Knotten        | Colin Heiderscheid | Andreas Leknessund | Ide Schelling     |
| 2017 | Søren Wærenskjold   | Søren Wærenskjold  | Søren Wærenskjold  | Olav Hjemsaeter   |

## Rekorde und Superlative der Rundfahrt
- Die meisten Etappensiege errang Carsten Wolf mit 13 Erfolgen.
- Die längste Rundfahrt fand mit 1.699,3 Kilometern 1996 statt, die kürzeste mit 622,5 Kilometern 1977.
- Die höchste Durchschnittsgeschwindigkeit wurde mit 47,158 Kilometern/Stunde 1980 erreicht.
- Die langsamste Rundfahrt gab es 1979 (bei sehr schlechtem Wetter) mit 38,814 Kilometern/Stunde.
- Die längste Etappe mit 237,1 Kilometern führte 1997 von Groningen nach Melle.
- Jüngster Gesamtsieger war 1991 Lubor Tesar mit 19 Jahren, ältester Sieger Helmut Wechselberger mit damals 33 Jahren 1987
- Die meisten Teilnahmen konnte mit 15 Starts Thomas Liese verbuchen.
- Die meisten Sonderwertungen (Sprintwertung, Bergwertung, Vielseitigkeitswertung) gewann Lutz Lehmann mit sieben Erfolgen.
- Die längste Alleinfahrt auf einer Etappe gelang 2004 mit 118 Kilometern Rolf Aldag.[1]